# Pasión gitana
Pasión gitana es una telenovela de 1968, escrita por Caridad Bravo Adams y dirigida por Jose Morris.

## Trama
Era una hermosa telenovela con una química de amor entre los protagonistas Aldo Monti y Teresa Velázquez, ambos poseedores de magníficas voces y fuerza inquebrantable. Como su nombre lo dice la telenovela es sobre una historia gitana.

## Elenco
- Teresa Velázquez - Celeste
- Aldo Monti - Conde Rolando de Monforte
- Luis Aragón - Janik
- Aarón Hernán
- Norma Herrera - María Laura
- Miguel Manzano - Don Javier
- Sergio Jiménez - Alfredo
- Gilda Mirós
- Felipe Gil - Teniente Brisárt
- Fanny Schiller - Ágatha
- Miguel Suárez
- Jorge Vargas - Mario
- Aurora Cortés
- Mario Casillas
- Jorge Casanova